# Joe Higgins (homme politique)
Pour les articles homonymes, voir Higgins.
Joe Higgins, né le 20 mai 1949 dans le comté de Kerry, est un homme politique irlandais, membre du Parti socialiste. Il est élu député européen en Irlande lors des élections européennes de 2009. Il siège jusqu'en 2011, date à laquelle il est élu pour la 31e législature du Dáil Éireann. Il est remplacé par Paul Murphy.